# Паникаљија (Фиренца)
Паникаљија је насеље у Италији у округу Фиренца, региону Тоскана.
Према процени из 2011. у насељу је живело 563 становника. Насеље се налази на надморској висини од 294 м.